# Ligne 60 du tramway de Bruxelles
Pour les articles homonymes, voir Ligne 60.
La ligne 60 est une ancienne ligne du tramway de Bruxelles qui a fonctionné jusqu'au 8 janvier 1968.

## Histoire
Elle est supprimée le 8 janvier 1968 lors de la quatrième phase de restructuration du réseau de tramway bruxellois, son parcours est repris par la nouvelle ligne de tram 62 et la ligne d'autobus 87 respectivement sur les sections Etterbeek porte de Tervuren - Molenbeek-Saint-Jean Karreveld et Karreveld - Koekelberg Basilique,.